# Kimetsu no Yaiba
Kimetsu no Yaiba (鬼滅の刃?   «espada matademonios»), también conocida bajo su nombre en inglés Demon Slayer, o en español Guardianes de la noche, es una serie de manga escrita e ilustrada por Koyoharu Gotōge, cuya publicación comenzó el 15 de febrero de 2016 en la revista semanal Shūkan Shōnen Jump  de la editorial Shūeisha. Una adaptación a serie de anime titulada Demon Slayer: Kimetsu no Yaiba producida por el estudio Ufotable fue estrenada el 6 de abril de 2019 y finalizó el 28 de septiembre de ese mismo año cuya primera temporada tiene 26 episodios. La continuación de la historia fue adaptada en formato de película y se llamó Kimetsu no Yaiba: Mugen Ressha-hen, se estrenó el 16 de octubre de 2020 en Japón, convirtiéndose en la película más taquillera en la historia de dicho país. Una segunda temporada del anime y continuación de la película comenzó su emisión en el mes de noviembre de 2021. Una tercera temporada fue estrenada anticipadamente en cines japoneses en febrero de 2023, y se exhibió también en salas de cine selectas a nivel mundial, a lo largo del mes de marzo del mismo año, como parte de una película recopilatoria del anime, que consta de secuencias de los dos últimos episodios de la segunda temporada y el primer episodio de la tercera temporada. El estreno oficial de la tercera temporada, dentro de la serie televisiva, se produjo el 9 de abril de 2023. Una cuarta temporada se emitió de mayo a junio de 2024. Se anunció una secuela de la trilogía cinematográfica después del final de la cuarta temporada, empezando con Kimetsu no Yaiba: Mugen-jō-hen.
Para febrero de 2021, el manga cuenta con 23 volúmenes publicados y con 150 millones de copias en circulación, incluidas copias digitales, convirtiéndose así en una de las series de manga más vendidas de la historia. La adaptación al anime ha sido elogiada por la fidelidad al material original y por la gran calidad de su animación. En la encuesta realizada por la cadena de televisión Japonesa TV Asahi para elegir los 100 Mejores mangas de la historia, Kimetsu no Yaiba alcanzó el puesto número 2.

## Argumento
Nos encontramos en la Era Taisho en Japón, la historia se centra en un joven llamado Tanjiro Kamado; un joven inteligente y de buen corazón que vive con su familia en las montañas, el cual se ha convertido en la única fuente de ingresos de su familia tras el fallecimiento de su padre, haciendo viajes constantes al pueblo cercano para vender carbón. Sin embargo, toda su vida cotidiana cambia radicalmente cuando en uno de estos viajes, regresa a casa y descubre que toda su familia había sido asesinada por un poderoso demonio llamado Muzan Kibutsuji, siendo únicamente su hermana menor llamada Nezuko Kamado la única sobreviviente de aquel incidente, pero mientras trata de llevar a Nezuko al pueblo cercano para pedir ayuda, inesperadamente su hermana se despierta en pleno trayecto y se transforma en una demonio y trata de atacar a Tanjiro, pero a pesar de su condición, Nezuko aún guarda signos de recuerdos, emociones y pensamiento humanos y trata en todo lo posible por no matar a su hermano. Sin embargo, su encuentro es rápidamente interrumpido por un joven llamado Giyū Tomioka, un poderoso espadachín integrante de la élite de los Hashira, cronológicamente siendo el actual Hashira del agua, el cual pertenece a una organización secreta de asesinos de demonios conocidos como 'Demon Slayers', el cual en un principio intenta matar a Nezuko por su condición de demonio, pero después de ver la determinación de Tanjirō por protegerla y de que su hermana Nezuko aun siendo una demonio intente protegerlo también, Tomioka decide perdonarle la vida por esta vez a Nezuko, no sin antes colocarle un bozal de bambú en la boca como precaución por sus colmillos. Posteriormente Tomioka recluta a Tanjiro y lo envía con su antiguo maestro Sakonji Urokodaki, un antiguo miembro del Cuerpo de Demon Slayers, para que éste le enseñe a convertirse también en un asesino de demonios y comienza su búsqueda para ayudar a su hermana a convertirse nuevamente en humana y vengar la muerte del resto de su familia que fue asesinada. En su aventura conoce a los 'Pilares', quienes son los miembros más fuertes de la organización, en donde Tanjiro emprenderá una aventura acompañada de amigos para curar a su hermana Nezuko y matar a Muzan Kibutsuji, el asesino de su familia.

## Personajes
Tanjirō Kamado (竈門 炭治郎 Kamado Tanjirō?)
 Seiyū: Natsuki Hanae
Es el protagonista principal de la serie, un joven gentil con mucha determinación y que no se rinde una vez que tiene una meta que alcanzar. También tiene un sentido del olfato muy desarrollado, con el cual encontró a Muzan y lo amenazó por convertir a Nezuko en demonio y aniquilar a su familia. Se convirtió en un cazador de demonios para encontrar la cura de su hermana Nezuko, el hizo un largo entrenamiento con Sakonji Urokodaki,cazador de demonios que usa  la respiración estilo de corriente de agua, que actualmente utiliza el protagonista. También tiene control de un estilo de respiración que es una danza Kagura que le enseñó su padre, Tanjiro Kamado, llamada "la Danza Sagrada del Dios del Fuego" que en realidad es la Respiración Solar, la respiración original y la más poderosa de todas además de ser portados de los pendientes hanafuda de Yoriichi Tsugikuni, padre de todas las respiraciones. 
El antepasado de Tanjiro, Sumiyoshi Kamado, conoció a Yoriichi y convivio con el por 2 años, cuando Yoriichi decidió terminar su misión de matar a muzan, le entregó sus pendientes a Sumiyoshi y este le dijo que sus descendientes heredarán esos pendientes y la Respiración Solar, la cual pasaría como una danza Kagura. Al final, Muzan lo convierte en demonio y logra conquistar la luz del sol, sin embargo, poco tiempo después logra volver a ser humano gracias al antídoto desarrollado por la Señora Tamayo.
Nezuko Kamado (竈門 禰豆子 Kamado Nezuko?)
 Seiyū: Akari Kitō
Es la hermana menor de Tanjiro y la única superviviente de su familia junto a Tanjiro tras el ataque de Muzan Kibutsuji, aunque se convirtió en una demonio. Sin embargo, retiene sus recuerdos y sentimientos hacia su hermano. Habiéndose vuelto alguien bastante sensible a la luz solar, su hermano la transporta en una caja de madera de roble que le regaló Urokodaki, durante sus viajes a la luz del día, además de poseer un bozal de bambú atado a su boca que le coloco Giyu Tomioka, actual hashira del agua en el primer encuentro que tuvieron, como precaución de sus colmillos. A pesar de ser una demonio, posee un carácter dulce y amable; pero cuando se trata de defender a los suyos, no duda en sacar las garras, cabe mencionar que tiene el poder de usar una luna demoniaca y no ha activado por completo su poder demoniaco, además posee la habilidad de crecer de tamaño como también encogerse a la altura de una niña a voluntad y curar heridas leves y no leves. Urokodaki sugestionó a Nezuko para que viese a todos humanos cómo su familia para que los protegiese y luchase contra otros demonios devora humanos. Nezuko es el único demonio conocido que logró conquistar la luz del sol, lo que atrae la atención de Muzan a querer devorarla para adquirir esa habilidad. Al final, gracias al antídoto desarrollado por la señora Tamayo, Nezuko logra volver a ser humana. 
Inosuke Hashibira (嘴平 伊之助 Hashibira Inosuke?)
 Seiyū: Yoshitsugu Matsuoka
Es un asesino de demonios y compañero de viaje de Tanjiro, Nezuko y Zenitsu, que lleva una máscara de un jabalí. Vivió la mayor parte de su vida en el bosque donde luchó con animales y demonios. Inosuke creó su propia respiración llamada "Respiración de la Bestia" donde sus posturas están inspiradas en los ataques y movimientos de animales. Su personalidad es parecida a la de un animal, actúa por impulso y es demasiado orgulloso, pero con el pasar del tiempo aprenderá que para sobrevivir no siempre hay que actuar a la defensiva y que es bueno recibir ayuda cuando se necesita. Es un espadachín hábil que usa dos espadas para luchar con una forma peculiar que obtuvo al romper el filo de su espada para así hacer su corte más doloroso. La madre de inosuke, Kotoha Hashibira, fue asesinada por Douma, la Segunda Luna Superior, mientras escapaba de este tras enterarse de que era un demonio y poder salvar a Inosuke. Tiene una bonita cara con rasgos femeninos muy parecidos al de su madre.
Zenitsu Agatsuma (我妻 善逸 Agatsuma Zen'itsu?)
 Seiyū: Hiro Shimono
Es un joven cobarde que se vio obligado a unirse al Cuerpo de Exterminio de Demonios aproximadamente al mismo tiempo que Tanjiro y Kanao para así poder pagar todas sus deudas pendientes, Zenitsu utiliza un estilo de combate conocido como "La Respiración del Rayo", el cual aprendió por el ex-Pilar (Hashira) del Rayo, Jigoro Kuwajima, pero solo pudo aprender la primera postura de dicha técnica conocida como "Destello del Relámpago", la cual es la base para poder dominar el aliento del rayo y debido a esto a menudo se menosprecia a sí mismo, también creó su propia postura, llamada"dios del trueno en llamas, la cual utiliza para aniquilar a su excompañero de entrenamiento Kaigaku, el cual es convertido en demonio por kokushibo, la luna superior 1; a pesar de su cobardía cuando este se queda inconsciente o dormido, rápidamente su carácter cambia inesperadamente y se vuelve una persona más seria al momento de matar demonios. Zenitsu padece de trastorno de personalidad múltiple combinado con sonambulismo. Además de padecer trastorno de pánico el cual es un descanso corto que toma el cuarto tras perder demasiada glucosa por el estrés, se une a Tanjiro en una misión en la que había una mansión que albergaba un demonio que usaba tambores y desde entonces lo acompaña a cualquier parte donde este vaya, especialmente por su enamoramiento por Nezuko, pero también por reconocer lo honesto y amable que es.
Giyū Tomioka (冨岡 義勇 Tomioka Giyū?)
 Seiyū: Takahiro Sakurai
Giyu Tomioka es el primer asesino de demonios que conoció Tanjiro en el bosque aledaño a su casa. Inicialmente trató de eliminar a Nezuko por ser una demonio, pero finalmente decidió no hacerlo después de ver la tenacidad de su hermano y la forma en la que Nezuko protegía a Tanjiro a pesar de ser una demonio, además de ser el responsable de colocarle un bozal de bambú a Nezuko en la boca como precaución de sus colmillos. Antes de irse le dijo que visitara Sakonji Urokodaki. Más tarde se reveló que él es el pilar del agua, de una mirada perdida y muy serio, este personaje ayudara a Tanjiro en muchas ocasiones, a pesar de no ser el pilar más fuerte este puede derrotar a lunas inferiores con evidente facilidad y este nos mostró la undécima postura de respiración de agua. Una postura que el creó, siendo uno de los pocos espadachines además de Muichiro Tokito, pilar de la niebla y Zenitsu Agatsuma en crear una nueva postura dentro de su aliento madre, Tomioka es una personaje que carga con una culpa por la muerte de su hermana mayor, Tsutako Tomioka, ya que ella se sacrificó por el un día antes de su matrimonio porque un demonio había entrado a atacarlos, después el huyó al monte sagiri porque las personas no creyeron su relato, allí conoce a Sabito, quien se convertiría en su mejor amigo, pero este también se sacrificó por el en la selección final, ya que Giyu se había desmayado. El carga con esa culpa, culpa que se vuelve a manifestar cuando cree que tanjiro está muerto en la batalla final, Tomioka es en realidad una persona muy sensible pero a él le falla un poco el sentido común y es torpe para hablar, no es muy expresivo pero detrás de esa enexpresividad el es un chico que solo busca liberar esa carga que lleva en su conciencia. Su padre no es nadie más ni nadie menos que el propio Muzan Kibutzuji, con quien se enfrenta cara a cara en la Fortaleza del Castillo Infinito. 
Muzan Kibutsuji (鬼舞辻 無惨 Kibutsuji Muzan?)
 Seiyū: Toshihiko Seki
El antagonista principal de la serie y el que transformó a Nezuko en demonio y el que acabó con la vida de la familia Kamado. Vive en la sociedad humana haciéndose pasar por un humano. Con un milenio de antigüedad, es el primer demonio y el antepasado de la mayoría de los otros demonios y se presume que es tan poderoso que controla a las 12 lunas demoniacas y si algún demonio lo traiciona dando información de él, este demonio morirá al instante. Su sangre es la que contamina al humano y lo convierte en demonio, esta sangre la inyecta por medio de sus uñas que al parecer funcionan como agujas dando un poder inmenso a un demonio, pero este debe de dar poca cantidad de sangre de lo contrario, este demonio morirá por una mutación demasiado rápida, además de que busca una flor llamada Lirio de Araña Azul una planta cuyo poder es hacer que los demonios caminen bajo el sol. El la quiere de manera personal ya que les costara más trabajo a los pilares encontrar a Muzan, si este está bajo la luz solar. Aparte de que el no deja que se unan los demonios ya que teme que se pongan en su contra y traten de aniquilarlo. Muzan es una persona muy egoísta, antipática y arrogante; considerándose a sí mismo como una especie de dios. De ira fácil, no tolera que ningún otro demonio le falle o replique, castigando severamente a quien no cumple su cometido, llegando incluso al exterminio de las Lunas Inferiores por considerarlas inútiles. Puede cambiar su aspecto a voluntad según le convenga, ya que se le ve con apariencia de hombre joven, de mujer e incluso de niño. Tiene terror hacia cualquiera que lleve unos pendientes Hanafudaccomo los que lleva Tanjiro, debido a un enfrentamiento contra el poderoso y legendario espadachín Yoriichi Tsugikuni, llegando incluso a considerar al propio Yoriichi como el verdadero monstruo, razón por la cual pone especial empeño en acabar con el protagonista, sumando el hecho del sorprendente parecido físico de Tanjiro con Yoriichi y el uso de la misma técnica de combate.
Al final es exterminado por Tanjiro gracias a la decimotercera postura de la Respiración Solar y al apoyo de los Pilares y otros cazadores, aunque antes de desaparecer totalmente, le transmite a Tanjiro su voluntad y deseos de ser un ser perfecto al inyectarle toda su sangre, convirtiéndolo en un demonio que logra conquistar la luz del sol (al igual que Nezuko), esto dura muy poco, ya que la voluntad de Tanjiro prevalece sobre la suya, lo que conlleva a que el protagonista vuelva a ser humano y Muzan sea derrotado de manera permanente
Shinobu kocho (胡蝶しのぶ kocho Shinobu?)
Es la pilar del insecto tiene una espada puntiaguda pues no tiene la suficiente fuerza para usar una espada correctamente pero lo compensa con veneno que usa en la punta de su espada se le considera una de las pilares más ágiles y rápidas entre los pilares, fue clave para la derrota de douma la segunda Luna superior demoníaca y para la derrota de muzan kibutsuji colaboró junto con Tamayo para crear un veneno que volviera humano a muzan y si no funcionaba el veneno también tenía un factor de envejecimiento ella murió a manos de la segunda Luna superior demoníaca douma, de pequeña ella vivía con su hermana Kanae y sus padres pero un día un demonio llegó y atacó a su familia dejando como únicas supervivientes a ella y su hermana si no fuera por la intervención de gyomei himejima que mató al demonio, años después cuando eran adolescentes Kanae su hermana se volvió cazadora de demonios y pilar en un momento se cruzaron con kanao una niña huérfana que estaba siendo vendida por sus padres ellas la compraron y pasó a ser parte de la familia años después Kanae fue asesinada por el mismo demonio que mataría a Shinobu douma la segunda Luna superior, por lo que Shinobu ocupó el puesto de su hermana volviéndose cazadora de demonios y jurando matar al demonio que mató a su hermana años después fue que se encontró con tanjiro, se hizo amiga cercana de inosuke hashibira amigo de tanjiro fue un par de meses después de eso que fue teletransportada a la fortaleza infinita por la actual cuarta Luna superior nakime junto con los otros pilares esta encontró al demonio que mató a su hermana, douma tuvo una leve lucha con el pero fue derrotada y devorada a vistas de su tsuguko kanao pero en gran parte ayudó a derrotar a douma pues durante demasiados años estuvo tomando veneno de glicinias una planta dolorosa para los demonios y mortal para ellos en grandes cantidades durante años tomó varias pociones de glicinias haciendo que su cuerpo fuera venenoso ayudando a la derrota de douma la segunda superior.
Kyōjurō Rengoku (煉獄 杏寿郎 Rengoku Kyōjurō)
            Seiyū: Satoshi Hino
A pesar de que anteriormente se diera breves vistazos de su presencia en el manga y anime, no es hasta el arco del Tren Infinito (Mugen Train) en el que su personaje toma relevancia en la trama de la historia.
Rengoku Kyōjurō es el Pilar de la Flama de la Compañía de Cazadores de Demonios del manga y anime Demon Slayer. Es descendiente de la histórica familia Rengoku (煉獄, significa “purgatorio”) los cuales formaron parte de los primeros Cazadores de Demonios y por lo cual, la respiración de la flama nació a raíz de la respiración original; la respiración solar.
Rengoku apareció brevemente a finales del capítulo 44 hasta el capítulo 48 del volumen 6, no es hasta el capítulo 53 del volumen 7 del manga y en el episodio 26 del anime (así como también en la película "Demon Slayer: Mugen Train La Película"), que Rengoku Kyōjurō es mencionado brevemente por Kocho Shinobu (Pilar del Insecto) en lo que es considerado la introducción a la siguiente etapa de desarrollo de la historia. En el capítulo 54 del volumen 7 del manga, y en el anime en la temporada 2 llamada Mugen Train Arc, es cuando el Pilar de la Flama es parte del elenco protagonista junto a Kamado Tanjiro, Kamado Nezuko, Hashibira Inosuke y Agatsuma Zenitsu.
El trasfondo de Rengoku Kyōjurō se conoce en un principio por momentos breves del capítulo 54 del volumen 7 del manga y el episodio 3 de la temporada 2, en el cual a los protagonistas al ser víctima de un Arte de Sangre Demoníaco de Enmu, la Luna Inferior Uno, que los obliga a dormir y a soñar, es donde se da un vistazo a la familia Rengoku y su dinámica. Así como también en el capítulo 56 del manga y en el episodio 3 de la segunda temporada del anime que se conoce el mayor sueño del pilar gracias al Arte de Sangre de Enmu.

## Aspectos de la serie
- Demonios (鬼 Oni?)

Los demonios son criaturas malvadas que se alimentan de carne y sangre humana. Muzan Kibutsuji sería el primer demonio, que, con su sangre, puede convertir a los humanos en demonios. Pueden cambiar la estructura de su cuerpo a voluntad propia, curar heridas de gravedad rápidamente y poseen fuerza y agilidad sobrehumana. Solo pueden morir al exponerse a la luz del sol, desintegrándose por completo, o también decapitados por una katana nichirin, un tipo de katana única hecha para acabar con los demonios, aunque en casos especiales, el demonio puede volverse semi-inmortal y no podrá morir por la decapitación, sino por la luz del sol.
- 12 Lunas (十二鬼月 Jūni kizuki?)

Son los doce demonios más poderosos bajo el mando de Muzan. Se dividen en dos grupos, lunas crecientes (superiores) y lunas menguantes (inferiores), cuyo nivel y número está marcado en sus ojos. Siendo las lunas crecientes las más cercanas a Muzan Kibutzuji.
- Cazador de demonios (悪魔ハンター Ki-satsutai?)

Es un término que designa a la organización, cuya misión es proteger a la humanidad de los demonios, así como a los guerreros que la componen, la cual ha existido durante mucho tiempo.
- Pilares (柱 Hashira?)

Son los nueve cazadores con el rango más alto entre los cazadores de demonios. Estos son: Giyū Tomioka (pilar del agua), Shinobu Kōchō (pilar del insecto), Kyōjurō Rengoku (pilar de la llama), Mitsuri Kanrōji (pilar del amor), Obanai Iguro (pilar de la serpiente), Sanemi Shinazugawa (pilar del viento), Gyōmei Himejima (pilar de la roca), Tengen Uzui (pilar del sonido) y Muichirō Tokito (pilar de la niebla).

## Producción
Después de que el manga de Gotouge, Haeniwa no Zigzag, publicado en Weekly Shōnen Jump en 2015, no se convirtiera en un trabajo serializado, Tatsuhiko Katayama, el primer editor de Gotouge, sugirió a Gotouge que comenzara una serie con un "tema fácil de entender". El trabajo debut de Gotouge, Kagarigari, se convertiría en la base de un borrador inicial, titulado Kisatsu no Nagare (鬼 殺 の 流 れ), ya que tenía conceptos como espadas y demonios, que serían familiares para la audiencia japonesa. Sin embargo, debido a su tono serio, la falta de alivio cómico y la historia oscura, este borrador no fue aceptado para la serialización, por lo que Katayama le pidió a Gotouge que intentara escribir un personaje más brillante y normal en el mismo escenario. El título original era Kisatsu no Yaiba (鬼殺の刃), pero sintieron que el carácter "satsu" (殺, literalmente "matar") en el título era demasiado evidente. Aunque es una palabra inventada, "kimetsu" (鬼滅) parecía fácil de entender, por lo que Gotouge pensó que sería interesante abreviar el título de la serie de esa manera; la palabra "yaiba" (刃, literalmente "hoja") implica una espada japonesa. Según Gotouge, las tres mayores influencias de la serie son JoJo's Bizarre Adventure, Naruto y Bleach. Tatsuhiko Katayama, editor del manga Demon Slayer, ha dicho en entrevistas que Tanjiro, pelirrojo y con la cara llena de cicatrices, se inspiró en Rurouni Kenshin, un manga de la década de 1990 sobre un espadachín de dibujo similar, Himura Kenshin.

## Contenido de la obra

### Manga
Escrito e ilustrado por Koyoharu Gotōge (en el manga representada con un cocodrilo).
Kimetsu no Yaiba comenzó su serialización en la edición #11 del 2016 del semanario Shōnen Jump de Shūeisha el 15 de febrero de 2016. Se publicó una historia paralela para el manga en el primer número de Shonen Jump GIGA el 20 de julio de 2016. Shūeisha comenzó a lanzar simultáneamente la serie en español en el servicio Manga Plus en enero de 2019.
Finalizó el 15 de mayo de 2020 con la publicación del capítulo 205 en la revista semanal Shōnen Jump de Shūeisha. En formato volumen, a fecha de octubre de 2020, se publicaron un total de 22 volúmenes y 205 capítulos en Japón. Los capítulos restantes está previsto que se publiquen en un volumen adicional (hasta formar un total de 23 tomos) en diciembre de 2020.
Norma Editorial publicó el primer volumen en español para España el 8 de marzo de 2019, mientras que la editorial Ivrea lanzó el primer tomo para Argentina el 6 de diciembre de 2019. En México, Panini Manga empezará la publicación del manga en marzo de 2020.
En julio de 2025, Shueisha anunció que han superado los 220 millones de ejemplares publicados en todo el mundo.

#### Lista de volúmenes
| N.º | Fecha de lanzamiento   | ISBN original          | Fecha de lanzamiento en español | ISBN en español        |
| --- | ---------------------- | ---------------------- | ------------------------------- | ---------------------- |
| 1   | 3 de junio de 2016     | ISBN 978-4-08-880723-2 | 8 de marzo de 2019              | ISBN 978-84-679-3532-5 |
| 2   | 4 de agosto de 2016    | ISBN 978-4-08-880755-3 | 26 de abril de 2019             | ISBN 978-84-679-3512-7 |
| 3   | 4 de octubre de 2016   | ISBN 978-4-08-880795-9 | 24 de mayo de 2019              | ISBN 978-84-679-3513-4 |
| 4   | 2 de diciembre de 2016 | ISBN 978-4-08-880826-0 | 21 de junio de 2019             | ISBN 978-84-679-3668-1 |
| 5   | 3 de marzo de 2017     | ISBN 978-4-08-881026-3 | 26 de julio de 2019             | ISBN 978-84-679-3669-8 |
| 6   | 2 de mayo de 2017      | ISBN 978-4-08-881076-8 | 23 de agosto de 2019            | ISBN 978-84-679-3670-4 |
| 7   | 4 de agosto de 2017    | ISBN 978-4-08-881193-2 | 27 de septiembre de 2019        | ISBN 978-84-679-3671-1 |
| 8   | 4 de octubre de 2017   | ISBN 978-4-08-881212-0 | 31 de octubre de 2019           | ISBN 978-84-679-3883-8 |
| 9   | 4 de diciembre de 2017 | ISBN 978-4-08-881283-0 | 21 de febrero de 2020           | ISBN 978-84-679-3884-5 |
| 10  | 2 de marzo de 2018     | ISBN 978-4-08-881355-4 | 15 de mayo de 2020              | ISBN 978-84-679-4157-9 |
| 11  | 4 de junio de 2018     | ISBN 978-4-08-881399-8 | 3 de julio de 2020              | ISBN 978-84-679-4193-7 |
| 12  | 3 de agosto de 2018    | ISBN 978-4-08-881540-4 | 7 de agosto de 2020             | ISBN 978-84-679-4230-9 |
| 13  | 2 de noviembre de 2018 | ISBN 978-4-08-881626-5 | 4 de septiembre de 2020         | ISBN 978-84-679-2988-1 |
| 14  | 4 de enero de 2019     | ISBN 978-4-08-881695-1 | 9 de octubre de 2020            | ISBN 978-84-679-2943-0 |
| 15  | 4 de abril de 2019     | ISBN 978-4-08-881799-6 | 13 de noviembre de 2020         | ISBN 978-8-467-94270-5 |
| 16  | 4 de julio de 2019     | ISBN 978-4-08-881867-2 | 11 de diciembre de 2020         | ISBN 978-84-679-4271-2 |
| 17  | 4 de octubre de 2019   | ISBN 978-4-08-882080-4 | 15 de enero de 2021             | ISBN 978-84-679-4352-8 |
| 18  | 4 de diciembre de 2019 | ISBN 978-4-08-882141-2 | 5 de febrero de 2021            | ISBN 978-8-467-94366-5 |
| 19  | 4 de febrero de 2020   | ISBN 978-4-08-882204-4 | 5 de marzo de 2021              | ISBN 978-8-467-94418-1 |
| 20  | 13 de mayo de 2020     | ISBN 978-4-08-882282-2 | 9 de abril de 2021              | ISBN 978-8-467-94483-9 |
| 21  | 3 de julio de 2020     | ISBN 978-4-08-882349-2 | 14 de mayo de 2021              | ISBN 978-8-467-94484-6 |
| 22  | 2 de octubre de 2020   | ISBN 978-4-08-882424-6 | 11 de junio de 2021             | ISBN 978-8-467-94485-3 |
| 23  | 4 de diciembre de 2020 | ISBN 978-4-08-908379-6 | 6 de agosto de 2021             | ISBN 978-8-467-94486-0 |

#### Lista de Arcos
Arco de La Selección Final (Corresponde a los capítulos del 1 al 9, Tomo 1 y 2)
Arco de La Primera Misión (Corresponde a los capítulos del 10 al 13, Tomo 2)
Arco de Asakusa, Tokio (Corresponde a los capítulos del 14 al 19, Tomo 2 y 3)
Arco de La Casa de los Tambores (Corresponde a los capítulos del 20 al 27, Tomo 3 y 4)
Arco de El Monte Natagumo (Corresponde a los capítulos del 28 al 44, Tomo 4, 5 y 6)
Arco de El Entrenamiento Restaurador [Fin de la Temporada 1] (Corresponde a los capítulos del 45 al 52, Tomo 6)
Arco de El Tren Infinito (Corresponde a los capítulos del 53 al 69, Tomo 7 y 8)
Arco de El Distrito Rojo [Fin de la Temporada 2] (Corresponde a los capítulos del 70 al 99, Tomo 8, 9, 10, 11 y12)
Arco de La Aldea de los Herreros [Fin de la Temporada 3] (Corresponde a los capítulos del 100 al 127, Tomo 12, 13, 14 y 15)
Arco de El Entrenamiento de los Pilares [Fin de la Temporada 4] (Corresponde a los capítulos del 128 al 136, Tomo 15 y 16)
Arco de El Castillo Infinito (Corresponde a los capítulos del 137 al 183, Tomo 16, 17, 18, 19, 20 y 21)
Arco de La Cuenta Regresiva hasta el Amanecer (Corresponde a los capítulos del 184 al 205, Tomo 21, 22 y 23)

### Anime
La adaptación a serie de anime por el estudio Ufotable fue anunciada en el número 27 de la revista Weekly Shōnen Jump el 4 de junio de 2018. La serie se emitió del 6 de abril al 28 de septiembre de 2019 en Tokyo MX, GTV, GYT, BS11 y otros canales. El anime fue dirigido por Haruo Sotozaki, con guiones del personal de Ufotable, música de Yuki Kajiura y Go Shiina, y diseño de personajes de Akira Matsushima. El tema de apertura es «Gurenge» (紅蓮華?) de LiSA, mientras que el tema de cierre es «from the edge» (フロム・ジ・エッジ Furomu ji ejji?) de FictionJunction y LiSA. El ending para el episodio 19 es «Kamado Tanjirō no Uta» (竈門炭治郎のうた?) de Go Shiina con Nami Nakagawa. Fue emitido en streaming por Crunchyroll, Hulu y Funimation AnimeLab transmitió simultáneamente la serie en Australia y Nueva Zelanda.
La película Demon Slayer: Kimetsu no Yaiba - Mugen Ressha-hen que cubre el arco de El Tren Infinito, tuvo una recapitulación en la serie de televisión que se emitió del 10 de octubre al 28 de noviembre de 2021.
Kimetsu no Yaiba: Yuukaku-hen (鬼滅の刃 遊郭編) o Demon Slayer: Kimetsu no Yaiba - Arco del Distrito Rojo, es el siguiente anime de la mano nuevamente de Ufotable que consta de 11 episodios y se emitió desde el 5 de diciembre de 2021 al 13 de febrero de 2022 donde los personajes principales viajan al Distrito Rojo de Yoshiwara.
Al finalizar la segunda temporada, se anunció una tercera temporada, que cubre el arco de La Aldea de los Herreros, se adaptará al anime de televisión. Se estrenó el 9 de abril de 2023, con un especial de una hora. Terminó con un episodio de 52 minutos el 18 de junio del mismo año.
Una cuarta temporada que cubre el arco del Entrenamiento de los Pilares fue anunciada después del final de la tercera temporada. Se estrenó el 12 de mayo de 2024 con un episodio de 48 minutos. La temporada terminó con un especial de 40 minutos, que se emitió el 30 de junio del mismo año.

### Películas
El 28 de septiembre de 2019, inmediatamente después de la emisión del episodio 26, se anunció una película de anime titulada Demon Slayer: Kimetsu no Yaiba the Movie: Mugen Train (鬼 滅 の 刃 無限 列車 編, Kimetsu no Yaiba: Mugen Ressha-hen), con el personal y el elenco repitiendo sus roles. La película es una secuela directa de la serie de anime y cubre los eventos del arco de la historia de "Mugen Train", capítulos cincuenta y tres al sesenta y nueve del manga. La película se estrenó en Japón el 16 de octubre de 2020. La película es distribuida en Japón por Aniplex y Toho.
Después del final de la cuarta temporada en junio de 2024, se anunció una trilogía cinematográfica que adapta el arco argumental de “El Castillo Infinito”.

### Obra de teatro
Una adaptación teatral del manga fue anunciada por Weekly Shōnen Jump en septiembre de 2019. La obra teatral se representó del 18 al 26 de enero en Tokio en el Tennōzu Ginga Gekijō y del 31 de enero al 2 de febrero de 2020 en la prefectura de Hyōgo en el AiiA 2.5 Theater Kobe.
En el Teatro Ohtsuki Noh de Osaka, presentan la obra conocida como “Noh kyogen ‘Kimetsu no yaiba’” con las versiones  del “Tren infinito” y “Distrito de entretenimiento” en mayo de 2025.